# Vražda v hotelu Excelsior
Vražda v hotelu Excelsior je československý detektivní film z roku 1971, který navazuje na televizní seriál Československé televize Hříšní lidé města pražského z roku 1968. Jedná se o třetí film z cyklu čtyř celovečerních filmů Pěnička a Paraplíčko (1970), Partie krásného dragouna (1970) a Smrt černého krále (1972) režiséra Jiřího Sequense.

## Děj
Mord parta rady Vacátka řeší vraždu hotelového hosta (paní Dana Matoušová) v pražském luxusním hotelu Excelsior.

## Základní údaje
- Režie: Jiří Sequens
- Námět: povídka Jiřího Marka Vražda v hotelu
- Scénář: Jiří Marek, Jiří Sequens
- Kamera: Václav Hanuš
- Hudba: Zdeněk Liška
- Výprava-architekt: Karel Černý
- Zpěv: Eduard Hrubeš
- Text písně: Vladimír Sís
- Vyrobilo: Filmové studio Barrandov - výrobní skupina dr. Miloše Brože
- Rok výroby: 1970

## Hrají
- Jaroslav Marvan - policejní rada Vacátko
- Josef Bláha - vrchní komisař Brůžek
- Josef Vinklář - vrchní komisař Bouše
- František Filipovský - hotelový detektiv Mrázek
- Zdeněk Řehoř - Jára Janík
- Slávka Budínová - Irča Janíková
- Josef Somr - Polda Matouš
- Milena Dvorská - Dana Matoušová
- Miloš Kopecký - Arno Hnízdo, ředitel hotelu
- Otto Lackovič - číšník Pepi
- Václav Lohniský - pianista Krofta
- Josef Langmiler - zpěvák
- Jan Šmíd - perský diplomat Mohamed Rasul Zade
- Vladimír Stach - Němec Hans-Joachim Kirchmayer
- Otakar Brousek starší - daktyloskop
- Jiří Smutný - policista Hrůza
- Oldřich Musil - hotelový lékař Zima
- Miroslav Homola - zástupce ředitele
- Milan Kindl - vrchní Honzík
- Viktor Očásek - nový pianista
- Jindřich Panáček - fotograf